# Diogmites craveri
Diogmites craveri is een vlieg uit de familie van de roofvliegen (Asilidae). De wetenschappelijke naam van de soort werd in 1861 gepubliceerd door Luigi Bellardi.